# タガール文化
タガール文化（タガールぶんか、Tagar culture）は、シベリア南部（ミヌシンスク盆地を中心とするハカス共和国、クラスノヤルスク地方南部、ケメロヴォ州東部）で紀元前7世紀から3世紀にかけて栄えた考古学的文化であり、青銅器時代から鉄器時代初期にまたがる。
この時代のユーラシア最大の青銅生産地の一つと考えられる。石板と石柱で囲まれた長方形の巨大な王墓など、大規模なクルガン（墳丘墓）を特徴とするため、かつてはミヌシンスク・クルガン文化と呼ばれたが、ミヌシンスク盆地のクルガンは様々な時代にわたるため、エニセイ川のミヌシンスク対岸の島にちなんで命名された。
担い手は、人種的にはコーカソイドをベースにしているが、モンゴロイドの遺伝子が少数見られる。地理的にはテュルク系の丁零などが栄えた地域に近い。
木造家屋に住み、土製の暖炉で暖房をしていた。一部の集落は城壁で守られていた。主として遊牧生活で、馬、羊、山羊が飼育された。農耕も行われたと見られ、青銅製の鎌と穂刈り包丁が見出されている。青銅器などの遺物はアルタイ山脈方面のパジリク文化と同じく、スキタイ等の西方遊牧民へ圧倒的な影響を与えている。
中期になると変化が現れ、同時期の内蒙古に興ったオルドス青銅器文化（綏遠文化：匈奴と関係があると考えられている）と共通のデザインが多数見られ、これに強い影響を与えたと考えられている。後期には鉄器が現れるが、その後も主に青銅器が使われた。スキタイ等の西方の集団へと文化を発信する先進文化だったと考えられる。